# Quarter americà
El quarter americà és una raça de cavall dels Estats Units especialment adequada per a curses curtes (quart de milla, 400 m), per a usos com a cavall vaquer i en tota mena de concursos i exhibicions que es relacionen amb els rodeos. Per nombre de cavalls registrats és la més popular del món amb més de 4 milions d'animals inscrits.

## Història

### Època colonial
Els antecedents dels cavalls Quarter s'han de buscar en les dues costes del continent americà en època colonial. En la banda de l'Atlàntic hi havia colònies angleses i neerlandeses i en el costat del Pacífic s'estenien els territoris del virregnat de Nova Espanya. En els cavalls de la zona oriental predominaven les sangs angleses, irlandeses i escoceses, sense oblidar els animals d'origen holandès.
En aquesta època colonial, al costat de cavalls de granja i de transport de races més o menys barrejades, hi ha constància de curses organitzades amb regularitat.
Hi havia curses de velocitat amb recorreguts relativament llargs (dues milles), curses de trotons amb carruatges i curses curtes d'un quart de milla. Els cavalls que competien en aquestes darreres sovint eren de les castes criades per les tribus indígenes (per exemple la Chickasaw), basades en els cavalls introduïts al continent pels conqueridors i colons espanyols. Aquests cavalls "indígenes" s'encreuaren amb els cavalls Thoroughbred importats d'Anglaterra. Un dels estalons més famosos fou Janus, un net de Godolphin Arabian nascut el 1746 i importat a Virgínia el 1756. La influència de cavalls de curses com Janus fou decisiva en la formació del "Quarter Horse colonial". Aquesta "raça" ha estat anomenada per alguns "Famous American Quarter Running Horse." Es tractava d'un tipus de cavall petit, fort i ràpid, que s'usava com a cavall de treball tota la setmana i com a cavall de curses els diumenges.

### Expansió cap a l'oest

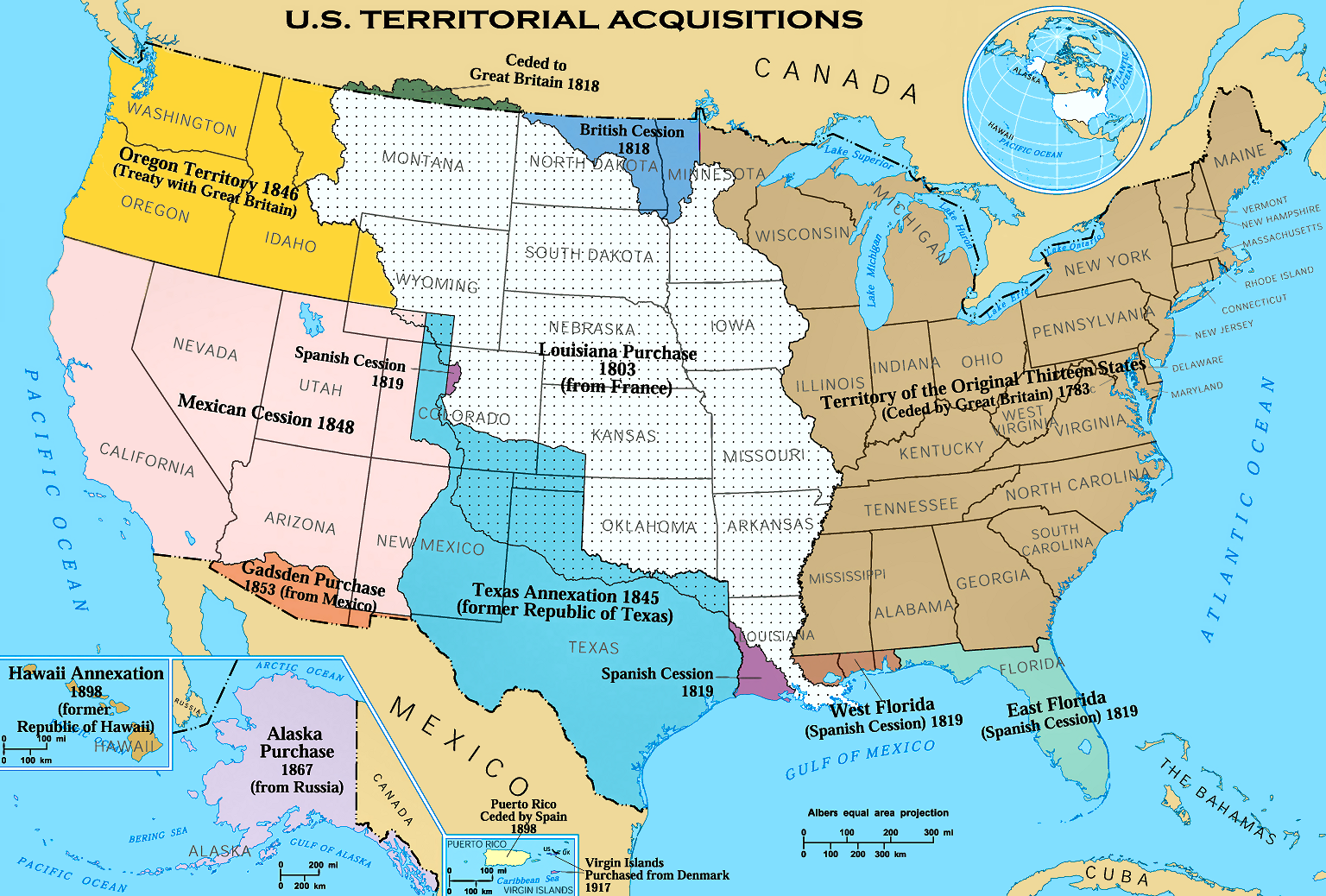
La compra de la Louisiana en el context de l'expansió territorial dels Estats Units cap a l'Oest. En la zona fronterera de color lila de la part inferior hi ha el King Ranch, capital en el desenvolupament de la raça quarter.

La compra de la Louisiana per part dels Estats Units va iniciar una ràpida expansió cap a l'Oest. Els colons portaven cavalls de l'est entre els quals hi havia alguns cavalls de "curses quarter". A les planes es varen trobar amb cavalls ferals mustang i tingueren contacte amb tribus (wichita, comanxe, xoixon, nez percés…) que criaven animals de gran qualitat
descendents dels cavalls introduïts pels espanyols. Posteriorment hi hagué importacions significatives de cavalls de Califòrnia
i de Texas.
La cria de cavalls en els territoris americans s'adaptava a les necessitats múltiples de l'època. La cavalleria militar necessitava cavalls i seguia una política determinada. Els grangers s'orientaven cap a la selecció d'animals de tir i mules. En els desplaçaments personals primaven els cavalls de tir lleuger de trot ràpid. Les rutes de diligències exigien nombrosos animals. També els ramaders depenien de cavalls vaquers adequats. De l'encreuament dels cavalls de "curses quarter" amb els cavalls dels nous territoris va resultar un tipus de cavall especialment apte per al bestiar, amb l'anomenat "cow sense" (disposició per a treballar amb les vaques).

### Establiment d'una raça definida
Alguns estalons determinants en l'establiment del tipus del cavall Quarter (estalons fundacionals) foren: Steel Dust (nat el 1843), Shilo (1844), Old Cold Deck (1862), Lock's Rondo (1880), Old Billy (c.1880), Traveler (semental d'origen incert present a Texas el 1889) i Peter Mc Cue (nat el 1895) inscrit com a Thoroughbred però de nissaga dubtosa.
La funció principal d'un cavall en un ranxo de l'Oest nord-americà era la de treballar amb bestiar. Fins i tot després de la popularització de l'automòbil els cavalls eren insubstituibles per a controlar les vacades a camp obert. No és gens estrany que els principals ranxos ramaders de Texas (King Ranch, 6666/Four Sixes, Waggoner Ranch) tinguessin un paper fonamental en el desenvolupament del modern Quarter Horse.
A part de les necessitats de cavalls vaquers, la popularitat de les curses a l'esprint dels caps de setmana i els guanys econòmics associats orientaren els criadors en aquest sentit. Per a millorar les prestacions dels cavalls quarter s'introduí més sang Thoroughbred, fet que afectà directament la formació de la raça.
L'any 1940 un grup de criadors, ranxers i altres persones relacionades amb els cavalls del sud-oest dels Estats Units fundaren la American Quarter Horse Association (AQHA) per a preservar la genealogia dels seus cavalls vaquers del tipus "quarter". El primer cavall inscrit fou l'estaló Wimpy amb la referència P-1. Wimpy era descendent de Old Sorrel, un dels sementals fundadors de la cavallada del King Ranch. (Els vaquers hispans del King Ranch, els kineños, l'anomenaven "el alazán viejo" quan ja tenia molts anys perquè era de pelatge alatzà i no usaven el nom oficial). Altres guarans fundadors foren: Joe Reed P-3, Chief P-5, Oklahoma Star P-6, Cowboy P-12, Waggoner's Rainy Day P-13.

## Raça i genealogia
Des dels inicis oficials com a raça el llibre genealògic de la AQHA ha estat obert a noves aportacions de sang Thoroughbred. Els productes resultants d'encreuar un animal PSA (Pura sang anglès) i un Quarter s'inscriuen en l'anomenat Apèndix del Llibre Genealògic. També s'inscriuen en l'Apèndix els fills de Quarter i cavalls de l'Apèndix. El pas des de l'Apèndix al Llibre Genealògic no és automàtic. Els cavalls han de superar unes prestacions determinades.
La infusió de sang Thoroughbred en els cavalls Quarter ha estat contínua i significativa. La càrrega genètica d'alguns cavalls actuals és més propera al genotip Thoroughbred que en l'època de la fundació de la raça. Algunes de les característiques típiques en els cavalls originals han variat. Amb l'objectiu de mantenir les qualitats inicials han estat creades algunes associacions, fora de l'àmbit de la AQHA, que registren els cavalls de "pura raça Quarter", anomenats "Foundation" Quarter Horses.

## Disciplines
Els cavalls Quarter s'utilitzen en diverses disciplines de competició (curses, reining, cutting, rodeo…). També són populars com a cavalls vaquers, per a treballar en ranxos menant bestiar, i com a cavalls per l'equitació de lleure en general.
Des dels Estats Units han estat exportats a molt països: Brasil, Austràlia, Alemanya, Itàlia, Japó, ...
Per les xifres de cavalls registrats la AQHA és l'associació més nombrosa amb més de tres milions d'exemplars en tot el món.

## Descripció

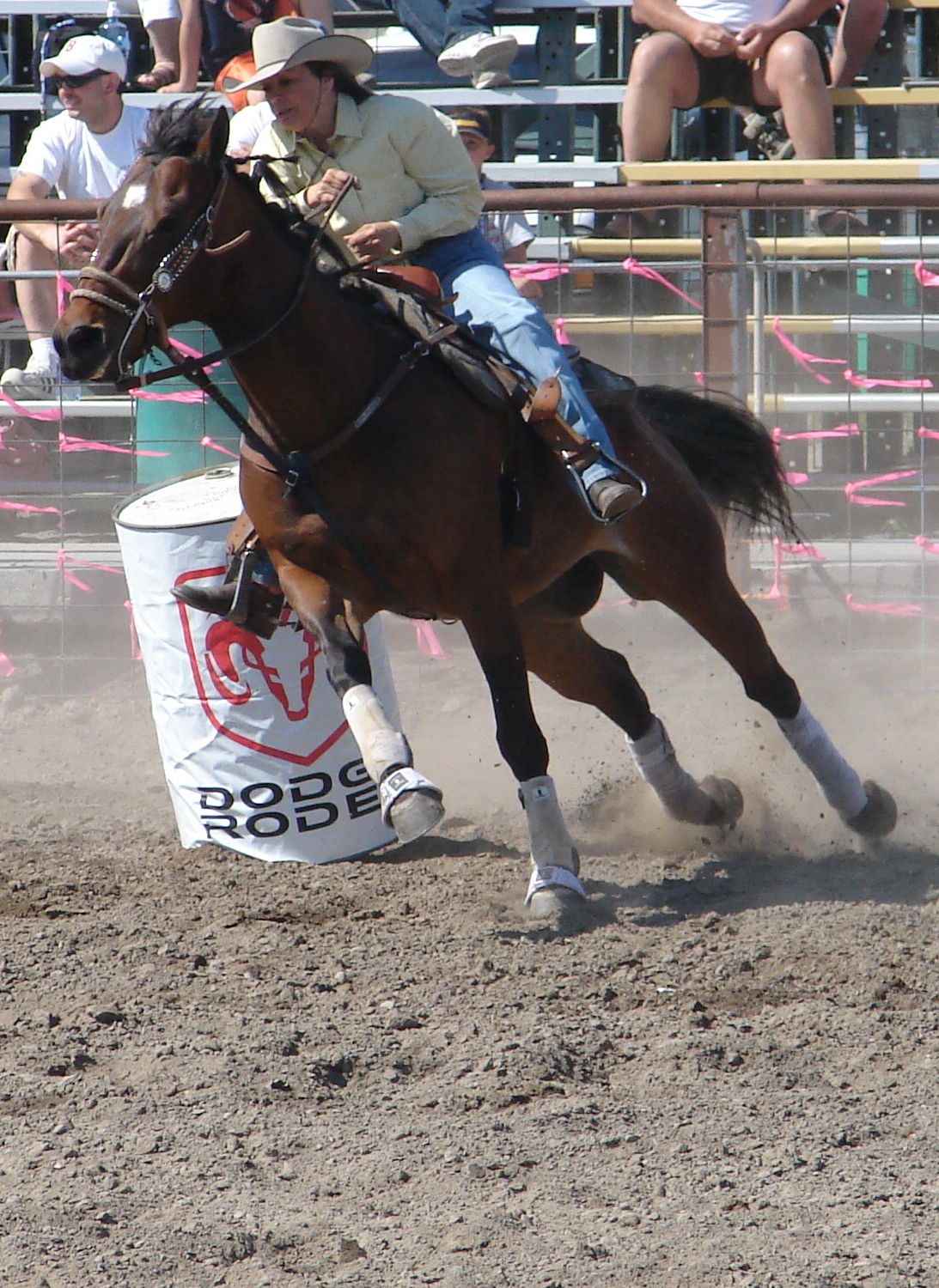
Cavall quarter americà vaquer.

Els cavalls Quarter tenen un cap petit i refinat amb perfil recte. El cos és fort i musculós, amb un pit ample i gropa poderosa i arrodonida.
L'alçada varia entre 142 i 163 cm, aproximadament (entre 14-16 "hands"; 1 "hand"= 101,6 mm). El pes es correspon amb l'alçada i el tipus i oscil·la entre els 410 i els 590 kg.

Encara relegat a un segon pla pels pura sang, es va fer un lloc al sud-oest i oest dels Estats Units com una casta de cavalls. Els actuals són de poca alçada i corpulents, de constitució musculosa i de tòrax gran i ample.
Són famosos per les seves arrencades veloçes, la seva habilitat en els girs i parades, la seva velocitat en curtes distàncies, la seva intel·ligència i per tenir un temperament tranquil i cooperatiu.
Aquesta raça es caracteritza per tenir un cap ben proporcionat, una bona inserció d'aquest en el coll, ni massa fi ni massa gruixut.
Amplitud de pit i un bon tòrax. Mirant en conjunt és harmoniós i atractiu.
Per la seva sorprenent massa muscular és un cavall relativament baix pel que pesa. La seva velocitat i ductilitat es basen en la seva poderosa musculatura i la ubicació del seu centre de gravetat molt més endavant que qualsevol altre cavall.
Es caracteritzen per ser cavalls forts, resistents, vivaços, de grandària mitjana, amb gran desenvolupament de les seves masses musculars, especialment del tren posterior i la seva reconeguda mansuetud. Molt àmplia és la gamma de pelatge, només no s'accepten els pintos ni els tacats com l'appalossa i tampoc els albins. És un animal molt sensible i tractable.
Té la velocitat dels cavalls de sang calenta dels seus ancestres, i l'estabilitat dels cavalls de sang freda.

## Tipus especialitzats
Dins del registre Quarter cal considerar diferents tipus segons l'ús requerit de cada cavall.

### Cavall vaquer ("Stock type")
Els cavalls vaquers destinats a les competicions de "reining" i "cutting" són petits i àgils amb una gropa poderosa.

### Cavall d'exposició ("Halter type")
En els cavalls d'exposició prima una musculatura exagerada, mantenint el cap petit i refinat. Per a alçades d'entre 154 i 163 cm el pes pot arribar als 546 kg.

### Cavall de curses ("Racing and hunter type"
Les curses es disputen en distàncies d'entre 220 i 870 iardes. Els Quarter de curses tenen les potes una mica més llargues i són més esvelts que els Quarter vaquers. Els Quarter del tipus "Hunter" són una mica més fins encara, recordant als Thoroughbred.

## Pelatges
Els cavalls Quarter poden presentar-se en gairebé tots els pelatges. La capa més típica és la saura o alatzana ("chestnut" en anglès), en la seva varietat "sorrel" (que indica, en general i per a les associacions Quarter, crins de color semblant als pèls del cos; per a alguns el teme "sorrell" implica crins lavades).
Hi ha Quarters de tots els pelatge "bàsics" (negre, bru, castany i alatzà), diluïts crema i diluïts dun.
També hi ha diluïts "champagne" i "pearl".
Sobre els pelatges "de base" anteriors poden aparèixer els patrons ruà i liart.
Els patrons clapats ("pinto" o "paint"), anteriorment exclosos, són admissibles en cavalls de pura raça demostrable.